# Don’t Forget to Remember Me
Singles de Carrie Underwood
Some Hearts
(2005) Before He Cheats
(2006)
Pistes de Some Hearts
Wasted
(1) Some Hearts
(3)
Don’t Forget To Remember Me est le quatrième single extrait du premier album Some Hearts de la chanteuse de musique country américaine Carrie Underwood.